# Ivan Näsberg
Ivan Näsberg, né le 22 avril 1996 à Oslo en Norvège, est un footballeur norvégien qui joue au poste d'arrière gauche avec le club de Viborg FF.

## Biographie

### En club
Ivan Näsberg est né à Oslo en Norvège et est formé par le club de Vålerenga, qu'il rejoint à l'âge de cinq ans. Il réalise ses débuts avec l'équipe première le 7 juillet 2013, face au Viking FK, lors de la saison 2013 du championnat de Norvège. Ce jour-là, il entre en jeu et les deux équipes font match nul (2-2).
En janvier 2016, il est prêté au Varbergs BoIS, club de Superettan (deuxième division suédoise).
Le 2 août 2022, Ivan Näsberg rejoint la Grèce afin de s'engager en faveur du PAOK Salonique. Il signe un contrat de trois ans, soit jusqu'en juin 2025.

### En équipe nationale
Ivan Näsberg reçoit sa première sélection avec l'équipe espoirs de Norvège le 17 novembre 2014, lors d'un match amical face à la Belgique. Il entre en jeu à la place de Ohi Omoijuanfo lors de cette rencontre où la Norvège s'incline lourdement par quatre buts à zéro.